# Старозагорска област
Старозагорска област (буг. Област Стара Загора) се налази у јужном делу Бугарске. Ова област заузима површину од 5 151,1 km² и има 388.556 становника. Административни центар Старозагорске области је град Стара Загора.

## Списак насељених места у Старозагорској области
Градови су подебљани

### Општина Братја Даскалови
Братја Даскалови,
Верен,
Гољам Дол,
Горно Белево,
Горно Ново Село,
Гранит,
Долно Ново Село,
Кољу Мариново,
Мало Дрјаново,
Марково,
Медово,
Мирово,
Мали Дол,
Најденово,
Опалченец,
Оризово,
Партизанин,
Плодовитово,
Православ,
Славјанин,
Саединение,
Срневец,
Черна гора

### Општина Галабово
Априлово,
Великово,
Главан,
Галабово,
Искрица,
Медникарово,
Мусачево,
Мадрец,
Обручиште,
Помоштник,
Разделна

### Општина Казанлак
Бузовград,
Гољамо Дрјаново,
Горно Изворово,
Долно Изворово,
Дунавци,
Енина,
Казанлак,
Копринка,
Крн,
Канчево,
Горно Черковиште,
Овоштник,
Розово,
Ржена,
Средногорово,
Хаџидимитрово,
Черганово,
Шејново,
Шипка,
Јасеново

### Општина Маглиж
Боруштица,
Ветрен,
Дабово,
Државен,
Зимница,
Маглиж,
Радунци,
Селце,
Сливито,
Тулово,
Шаново,
Јулиево,
Јаворовец,
Јагода

### Општина Опан
Баштино,
Бјал Извор,
Бјало Поље,
Васил Левски,
Венец,
Кравино,
Опан,
Пстрен,
Књажевско,
Средец,
Столетово,
Тракија,
Јастребово

### Општина Павел Бања
Асен,
Александрово,
Виден,
Габарево,
Горно Сахране,
Долно Сахране,
Манолово,
Осетеново,
Павел Бања,
Скобелево,
Турија,
Тажа,
Трничени

### Општина Раднево
Бели Брјаг,
Балгарене,
Гледачево,
Боздуганово,
Даскал-Атанасово,
Диња,
Землен,
Знаменосец,
Ковач,
Ковачево,
Коларово,
Константиновец,
Љубеново,
Маца,
Полски Градец,
Раднево,
Рисиманово,
Свободен,
Сарнево,
Тихомирово,
Топољане,
Тројаново,
Трнково

### Општина Стара Загора
Арнаутито,
Бенковски,
Богомилово,
Борилово,
Борово,
Братја Кунчеви,
Бадеште,
Воденичарово,
Горно Ботево,
Далбоки,
Еленино,
Елхово,
Загоре,
Змејово,
Казанка,
Калитиново,
Калојановец,
Кирилово,
Козаревец,
Колена,
Ловец,
Лозен,
Љуљак,
Љасково,
Маджерито,
Мала Вереја,
Мало Кадиево,
Михајалово,
Могила,
Ново Село,
Орјаховица,
Остра Могила,
Памукчии,
Петрово,
Плоска Могила,
Подслон,
Преславен,
Прјапорец,
Пшеничево,
Пстрово,
Ракитница,
Румања,
Самуилово,
Сладак Кладенец,
Хан Аспарухово,
Стара Загора,
Старозагорски Бањи,
Стрелец,
Сулица,
Христијаново,
Хриштени

### Општина Чирпан
Винарово,
Воловарово,
Гита,
Димитриево,
Држава,
Зетјово,
Златна Ливада,
Изворово,
Мало Трново,
Могилово,
Осларка,
Рупките,
Свобода,
Спасово,
Средно Градиште,
Стојан-Заимово,
Целина,
Ценово,
Чирпан,
Јаворово,
Јаздач

### Општина Гурково
Брестова,
Гурково,
Двориште,
Димовци,
Паничерево,
Жалтопоп,
Златирт,
Конаре,
Љава Река,
Пчелиново

### Општина Николајево
Едрево,
Елхово,
Николајево,
Нова Махала